# T91戰鬥步槍
T91戰鬥步槍（另稱91式步槍）為中華民國聯勤第205兵工廠的產品，其設計以T86戰鬥步槍為基礎，並且融合M16、FN FAL等槍設計觀念，T91戰鬥步槍比T65突擊步槍更輕更短，並裝有3段伸縮槍托供士兵依體型調整。

## 研發歷史
T91戰鬥步槍設計承襲T86戰鬥步槍，而T86戰鬥步槍則源自T65步槍。T65步槍是為了取代當時裝備的中華民國製造的57式步槍和美國M14步槍而開發的，外型與M16步槍相似，但採用發展自AR-18步槍的短衝程活塞傳動式，而非M16步槍慣用的導氣管傳動式。T65步槍經歷T65K1、T65K2兩代步槍的改進，而後衍生出成熟的T86戰鬥步槍，T91戰鬥步槍便是由T86為基礎開發所成。T86、T91雖同為短衝程活塞傳動之槍枝，但其瓦斯缸管與活塞系統設計異於T65槍系，已和AR-18無關。
T91戰鬥步槍於2002年由王惠坡少校主導開發，張登文、王光宇和許毅萍3位士官長協助設計定型。在戰術測驗階段，限於時程緊迫，無充裕時間就更改部分作完整驗證，導致首日戰測結果不佳。第二日便針對所有戰測缺失，逐項檢討並陸續完成修改；直至戰測複測階段，十把樣槍細部分解互換後，抽取二把樣槍作一萬發子彈耐久壽限測試，結果前六千發射擊零故障；且射擊至一萬發後，精度仍在規格範圍內，通過戰測規格。同時並通過泥水、砂塵、海水等環境試驗；可在氣溫零下70度至40度的環境中作戰，亦可於水中流暢擊發。2002年（民國91年），T-91戰鬥步槍正式定型、定名。

## 步槍特色
T91戰鬥步槍與T86戰鬥步槍一樣，是T65K2步槍的卡賓槍版本，使單兵機動性更高，易於快速出槍射擊。子彈方面仍然沿用中華民國陸軍現役的5.56×45毫米NATO彈藥，亦可發射中華民國製造的TC-74鋼芯彈。和T86戰鬥步槍一樣採用梯型護木，使士兵較易握持射擊。T91戰鬥步槍的總零件數由原本的T65K2大大小小總計25個分開的獨立零件縮減為一體的四大部分，因此在維修上與保養上更為方便。另外可搭載聯勤205廠開發的國造T85榴彈發射器，使T91戰鬥步槍由點殺傷武器變成面殺傷武器，增強班組與單兵攻擊火力。

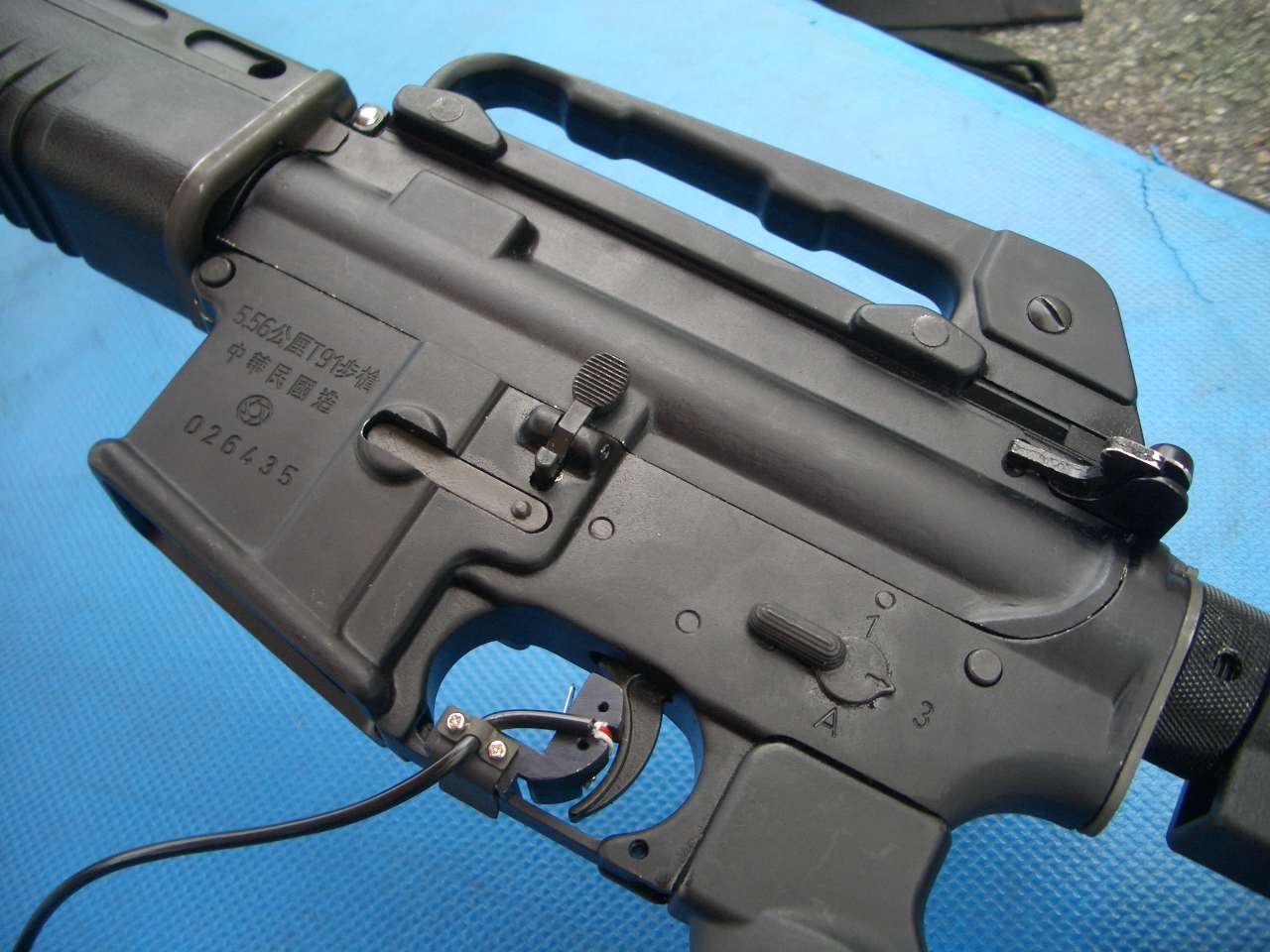
T91戰鬥步槍機匣
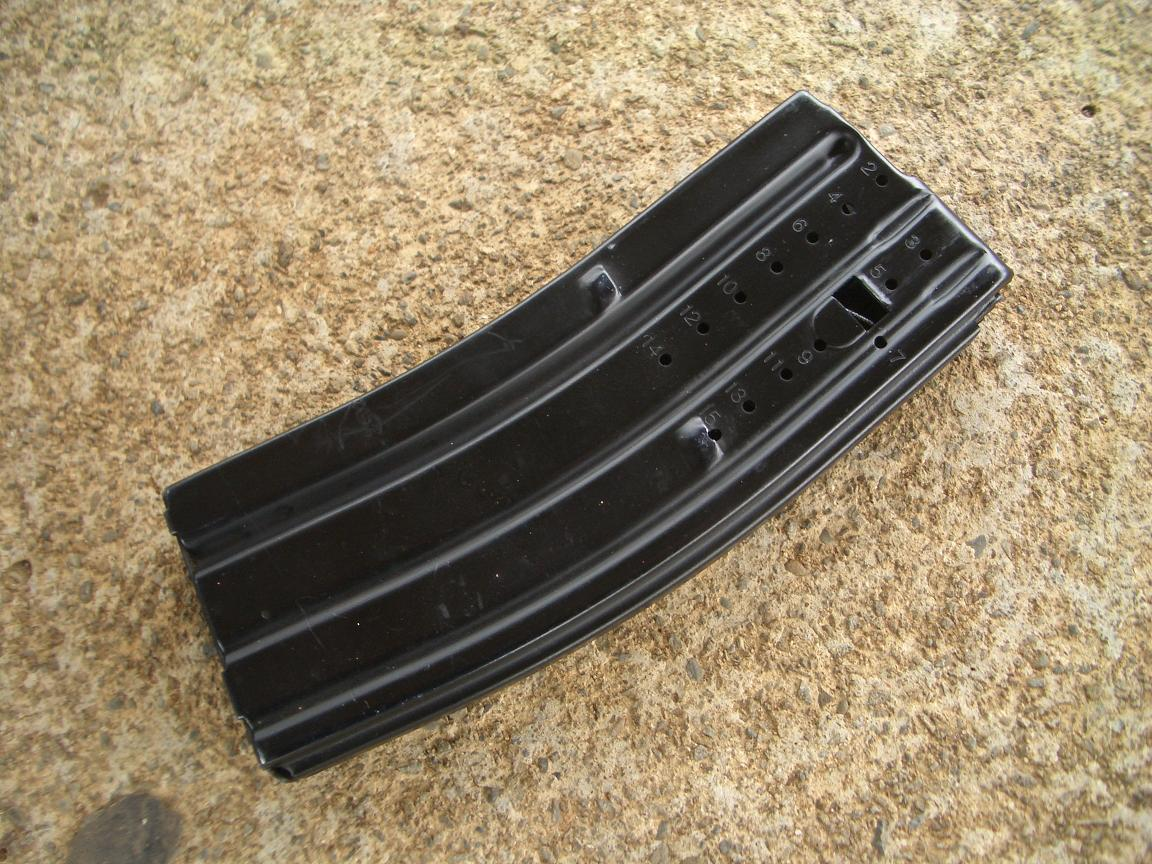
T91的30發可視式彈匣

## 護木總成
T91戰鬥步槍護木是梯形設計，結合方式是上下兩片式，由護木插銷固定。內部上下各有一層鋁質隔熱片，量產版於上護木左右兩側各開6個散熱孔位，前二橢圓柱形後一圓形，中間隔兩個封閉的散熱孔位。上護木上方另有2個圓形散熱孔位與2個戰術滑軌片結合孔位，下護木前方則有一大型散熱孔位，下護木另有防滑肋紋止滑。容納槍管、準星座、傳動機構、戰術滑軌、刺刀座與刺刀。
T91戰鬥步槍可連續射擊150發彈藥，護木溫度不超過52度，射手易於握持。

### 槍管
參考美國M4卡賓槍因槍管太短而造成子彈初速降低，造成殺傷力不足經驗，國造T91戰鬥步槍槍管含防火帽約40.64公分，不含防火帽約37.5公分，在槍管長度與殺傷力之間求取平衡。防火帽設計為前柵後孔（9個）式，可有效減音減光。
聯勤另外有製造軟塑膠材質的槍口帽套，可避免異物進入槍膛，必要時子彈可以擊穿帽套殺傷敵人。
| 膛線     | 6條右旋            |
| 纏度     | 7吋(17.8公分)/每轉 |
| 半自動   | 30-45發/分         |
| 三連發   | 45-65發/分         |
| 全自動   | 150-200發/分       |
| 持續射速 | 12-15發/分         |
| 最大射程 | 2653公尺           |

### 準星
捨棄T65K2步槍的三角準星座，改採直立式準星座，準星座內部設計有傳動機構定位銷，可與傳動機構結合。準星與覘孔一同搭配使用，可修正高低射角，包含準星調整螺與準星調整螺固定銷，在準星下方有一氙氣發光管輔助夜間射擊使用。
- 瞄準基線(由覘孔至準星)37.7公分。
- 準星調整螺：升降準星，調整射彈高低。
- 準星調整螺固定銷：準星最低至最高一共有23響，為230公尺仰度之戰鬥表尺。調整方式為彈著偏高，使用探雷針或子彈下壓準星調整螺固定銷向右扳動；彈著偏低則下壓準星調整螺固定銷向左扳動。

| 25公尺  | 0.95公分 |
| 75公尺  | 2.85公分 |
| 100公尺 | 3.8公分  |
| 175公尺 | 6.65公分 |
| 200公尺 | 7.6公分  |
| 300公尺 | 11.4公分 |

### 傳動機構
T91戰鬥步槍的傳動系統與比利時FN FAL自動步槍類似，採用短衝程活塞傳動設計，聯勤205廠特將其模組化，將活塞連桿、緩衝簧、緩衝簧座、連桿緩衝簧、連桿緩衝簧座一同放入活塞導管內，統稱為「傳動機構」、另稱「活塞鋼管組快拆系統」。但是傳動機構不具備FN FAL自動步槍的進氣調節鈕，儘可能簡化單兵野外保養麻煩，在拆卸保養方面也比舊型T65步槍系列簡便。

## 機匣總成
T91與M16/M4槍系一樣，機匣分為上下兩部分。上機匣容納槍機總成、可拆式提把；下機匣容納彈匣、槍托、握把與扳機。

### 上機匣

#### 槍機總成
T91的槍機總成雖與T65步槍系列結構相同，屬於轉栓式槍機設計，但是兩者不可混用。因為T91的槍機突耳比T65槍機突耳短1毫米，並在槍機尾端凸起部刻有一凹槽，如果以T91的上機匣混用T65槍機，便會造成閂鎖距離過小（閉鎖不完全）進而造成膛炸意外，以T65步槍的上機匣混用T91戰鬥步槍的槍機則會有擊針打擊不到子彈底火所造成的啞火現象。所以在槍托貼上「T91步槍與65系列步槍槍機不可混用」的警示貼紙。

##### 鎳化硼鍍膜處理
T65、T91系列步槍射擊後槍機部易積碳或滲入泥沙塵土，造成槍機總成和槍身阻塞，進而導致卡彈。國防大學理工學院與軍備局205廠合作研發槍枝鍍膜技術，在T91的槍機總成上鍍上一層自潤滑鎳硼合金鍍層，讓射擊過程更加順暢，不易卡彈，且射擊後只需以擦槍布擦拭，即可完成保養。後於軍備局205廠進行測試，全槍無經任何上油潤滑保養，順利以半自動、點放、及全自動射擊模式，循環測試5,500發彈，直到槍栓打斷為止，槍枝全程運作順暢，可持續射擊而無任何卡彈現象。

### 下機匣

#### 槍托
T91的槍托容納槍機緩衝機與覆進簧。槍托具有三段伸縮模式，槍托全縮時槍長800mm、槍托第一段伸展槍長約840mm、槍托完全伸展時槍長約880mm。另外聽取軍警人員對使用M4卡賓槍的意見，槍托底部加裝橡皮墊，並且縮小化，避免勾到裝備。

#### 彈匣
T91改用可讀式彈匣，可透過標示從「2」至「15」之檢查孔判讀子彈數量。
彈匣兩側設計有凸耳，可防止彈匣插入過深，影響槍機覆進送彈。

### 戰術導軌
T91戰鬥步槍有三處可以自行添加戰術配件，分別是護木、機匣頂部和準星座下方，由於有軍警人員反應M4的金屬戰術護木太重，所以改以較輕的塑料製作。與一般戰術護木不同，聯勤製造的是導軌片，可以依照需要鎖上，而不需更換整個護木。準星座下方約5厘米長的戰術導軌可依射手需要加上如戰術燈、兩腳架、雷射指示器、前握把等戰術配件，但加裝後無法與刺刀同時使用。

### 精度表現與子彈威力
T91進行175公尺射擊時，其彈著面積相較於T65K2步槍擴大近10毫米；進行100公尺射擊時，10發子彈平均散布面為15公分，其後座力也因槍管縮短、重量減輕而比T65K2步槍上昇約20%。
500公尺處彈道高91公分。
300公尺貫穿國造功夫龍鋼盔，600公尺貫穿美造M1鋼盔。

### 刺刀

#### 使用彈種
國造TC-71普通彈

國造TC-74鋼芯彈

國造TC-79曳光彈

國造TC-80空包彈

美造M-193普通彈

美造SS-109鋼芯彈

### 使用評價
中華民國製造、換裝使用了T65步槍系列超過30年，早期的T65步槍系列由於製程、工藝、材料，還有人為保養不佳，導致其評價遠低於同期引進的美造M16步槍。但是近幾年來，製程、工藝、材料還有保養的手法逐漸進步，品質也漸漸提高。
根據使用部隊反映，同一位射手使用的射擊準確度不如T65K2，這是因槍管縮短的原因，加上中華民國軍方目前沒有普遍配發光學瞄具的計畫，因此以機械瞄具在T-91戰鬥步槍準心與照門距離縮短之下，必須對射手重新進行T-91的歸零與射擊訓練，才能減少與T65K2的差距，在同一位射手使用下，T91的準確度不可能等同或優於T65K2。
曾參與HK416突擊步槍開發的拉利·維克斯（前三角洲部隊成員）曾在青年日報採訪專題中，由青年日報記者詢問他關於中華民國生產的Wolf A1步槍上機匣的看法。拉利·維克斯表示他曾在加州射擊課程時射擊過使用Wolf A1步槍上機匣組成的步槍，其射擊感想非常優質、穩定且後座力不大，以C/P值來說Wolf A1步槍上機匣，絕對是美國市面上能買到最好的上機匣，如果想找到性能類似的槍械絕對要花更多的錢，亦表示會想將T91戰鬥步槍納入個人收藏。

## 衍生次型

### T91色彈槍套件
色彈槍是以T91步槍為骨架，該色彈套件與T91戰鬥步槍的下機匣、傳動機構相結合，發射國造TC89色彈。色彈套件與T91戰鬥步槍相比，沒有防火帽、槍口端以黃色噴漆識別，並更換槍機、復進簧、槍機拉柄、色彈彈匣。色彈槍的初速每秒約400公尺，可在15公尺內精準命中目標

### T91CQC戰鬥步槍
改進要項如下：
- 槍管總長自406mm（16吋）縮短至349mm（13.7吋）
- 護木增加戰術滑軌與戰術握把
- 取消可拆式提把，改採簡易照門座
- 原本的前柵後孔式防火帽，改採類似M16和XM16E1步槍設計的開叉式防火帽。

### T91增強型戰鬥步槍（T91S）

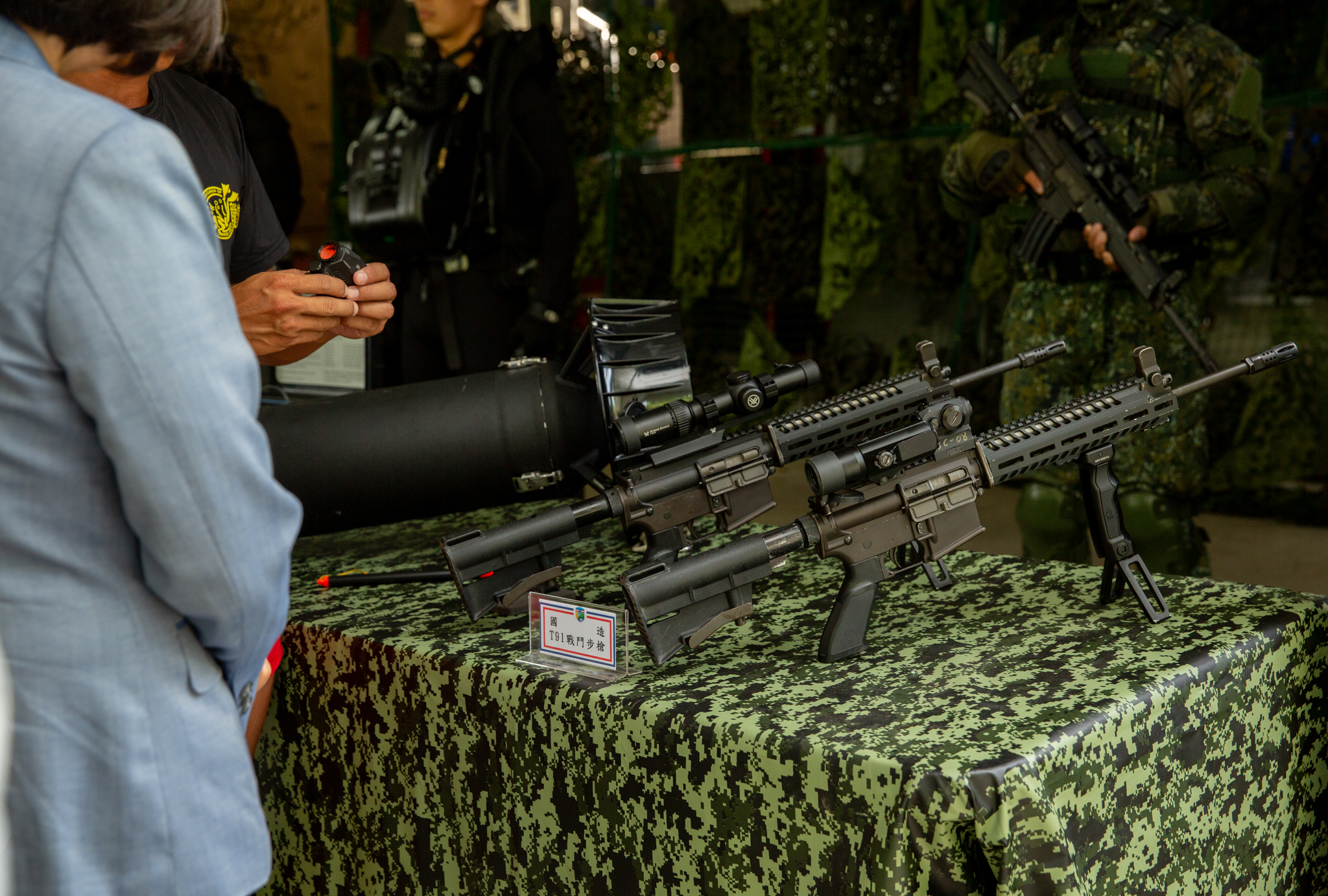
T91S戰鬥步槍

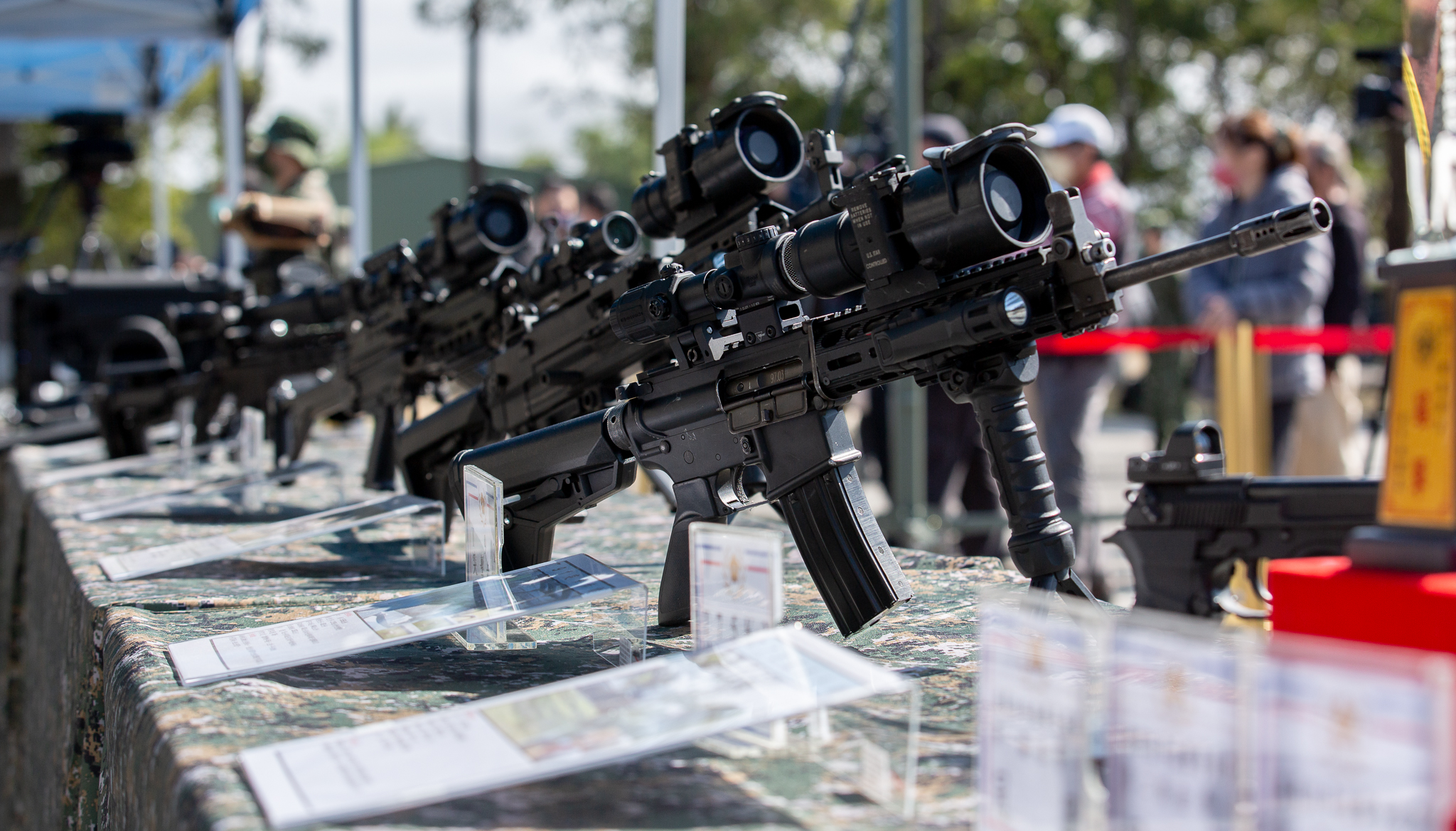
裝有戰術魚骨的T91S戰鬥步槍

中華民國國家安全局舉行第14任總統、副總統候選人安全維護專精訓練結訓暨編成典禮，展出各式維安裝備。軍事媒體受邀訪問軍備局二〇五廠代表，二〇五廠代表表示T91增強型戰鬥步槍與T91戰鬥步槍相較，改良重點如下：
- T91增強型戰鬥步槍槍托全收時，全長810mm；槍托伸展時，全長870mm。
- 將T91S戰鬥步槍的傳統防火帽改良成近戰格鬥型防火帽，用於近戰格鬥，不影響原有消音、減光功能。
- 槍管壁增厚，增強精度、延長射擊時間與大量火力投射。
- 改用輕量型護木（KeyMod護手），可直接將戰術配件鎖上，不像T91戰鬥步槍需要在護木另行鎖上滑軌片。
- 取消提把，改用折疊式覘孔。
- 取消直立前準星，改用可拆準星座，並取消刺刀座，但也可延用舊型準星。外銷美國的上槍身Wolf A1即採用此準星座。
- 改用人體工程設計更佳的MAGPUL槍托。
- 在T91增強型戰鬥步槍握把上方增設快拆式後備提帶環，可適應單點式、兩點式、三點式戰術背帶需求。
- T91增強型戰鬥步槍護木改用金屬製、槍管增厚，整體空槍重量約在3.6公斤，較T91戰鬥步槍空槍槍重多了500公克左右。

國內軍事媒體採訪國安局特勤人員試用評價，受訪人員表示T91增強型戰鬥步槍與Bushmaster M4比較起來，精度不錯。

### T91K1戰鬥步槍
2017年5月2日，國內軍事雜誌媒體前往位於高雄的國防部軍備局生產製造中心第205廠，採訪T91戰鬥步槍系統最新衍生產品「T91K1戰鬥步槍」。經媒體詢問，目前有國安部門針對T91戰鬥步槍護木進行使用、測試。與現行T91戰鬥步槍保持有65%的零件通用性。

T91K1戰鬥步槍改革分為2個部分，在功能性部分有4項、人因工程方面有3項。
| 格鬥式防火帽                   | 用於城鎮戰時破窗或肉搏戰用   |
| 重型槍管                       | 延緩槍管熾發、持久發揚火力   |
| KeyMOD鋁合金製多用途戰鬥型護手 | 結合戰術零附件、惡劣環境使用 |
| 折疊式前後照門/準星            | 結合光學瞄具使用             |

| UTG前握把腳架           | 供射手握持、穩固槍械射擊                     |
| Magpul MOE SL伸縮式槍托 | 比舊有三段式槍托更符合人體功學               |
| 後背帶環                | 可依射手體型、個人需求結合在握把後方或槍托處 |

### T91K3戰鬥步槍
國防大學理工學院開發出「多邊形光膛槍管」，號稱能夠將一般步槍射擊精度提升到特等射手水準，射擊精度提高2.5倍，槍管壽命則可提升2倍以上。專利技術已運用於軍備局205兵工廠新式國造T75K3手槍，將進一步運用205廠研發中的新型國造T91K3步槍上。

### T91戰鬥步槍射擊訓練模擬器
T91戰鬥步槍射擊訓練模擬器是以現役T91戰鬥步槍為構型，將原外接式的雷射發射器、槍聲模擬音箱、射擊控制器、模式選擇器、扳機開關總成及電源模組等套件體積縮小，整合設計成一支利於攜帶且具有模擬槍枝射擊後座力功能的擬真訓練步槍。205廠表示，射擊模擬器上的雷射發射器有效距離為25公尺，光點小於2公分，具多維方向調整歸零定位功能；模擬槍機拉柄上膛功能有安全、單發、三發及全自動射擊模式，最高射速每分鐘800發；另外，可充電式彈匣電源模組充飽電後，可供應全槍射擊5,000發以上。205廠表示，這款射擊模擬器可配合國軍射擊訓練課目標瞄準要領，有效提升受訓學員訓練成效，並進一步提供軍、警、各學校單位近距離射擊訓練及城鄉戰鬥技能演練。為了與T91戰鬥步槍實槍區別，模擬槍的護木、彈匣、伸縮槍托均是藍色材質，防火帽為紅色材質。

## 換裝情形
由於中華民國陸軍現役T65K2步槍自1987年（民國76年）出廠後，使用近20年，槍管麻膛嚴重，加上無法順應潮流加裝戰術配件。2003年(民國92年)，國防部鑑於現役T65K2步槍服役時間過長，撥款18億元新台幣購買10萬餘把T91戰鬥步槍換裝。平均每把T-91戰鬥步槍要價近18,000元。2004年-2008年(民國93年至97年間)，T91戰鬥步槍將優先換裝憲兵、海巡署、海軍陸戰隊、特戰部隊、機步旅與裝甲旅，然後再逐步換裝其它部隊。另外搭配槍背帶與洗槍機，供部隊選用。T91亦取代了T65K2，成為國防部舉行的全民國防教育-學生實彈射擊體驗活動之用槍。
為了解決國軍靶場不足問題，中科院曾向軍備局購入T91戰鬥步槍進行改造，配合自行研發的電子靶具。可使單兵在無法出操的天氣，仍可於室內進行打靶訓練，該電子靶具可進行各種天候、距離、風向模擬。陸軍步兵訓練指揮部亦擁有中華民國第一座電子靶場。
中華民國陸軍步兵學校向國防部軍備局購置一批「色彈槍套件」，分發部隊使用。
2017年1月，戍守總統府、總統官邸、國防部與大直忠烈祠旁「福西營區」的憲兵四個營級單位，憲兵使用的T91步槍已加裝新配備，包括格鬥式避火罩、內紅點瞄準鏡、輕量化魚骨護木，可加裝槍燈與直立式前握把。這是2016年6月申請的採購裝備計畫，七月核定後，於年底完成採購、撥發到各單位。

### 事故
- 2014年2月13日，中華民國陸軍第六軍團五三工兵群，在靶場進行T-91戰鬥步槍實彈射擊時，其中1把步槍在子彈射出、彈殼退出的同時產生「回火」，並有金屬破片噴出，打到射擊士兵的臉部，所幸並未造成重大傷害。由於T-91戰鬥步槍全面換裝使用已超過七年，從未發生過回火事件，陸軍為防範萬一，下令各部隊停止射擊，全面進行槍枝鑑定。因一時之間無法出確認步槍膛炸的主因，陸軍將出事的步槍後送負責生產的軍備局205廠進行肇事原因鑑定。為防範類似事件再度發生，陸軍在事發當天就下令所屬各部隊T-91戰鬥步槍停止射擊使用，並全面進行槍支鑑定及保養後，在2月17日才恢復T-91戰鬥步槍射擊使用。

## 使用國家和外銷情形
| 使用國家   | 使用單位 | 數量      |
| ---------- | --- | --------- |
| 中華民國   | 陸軍、憲兵、海軍、海軍陸戰隊、海巡署、後備旅、國家安全局特種勤務指揮中心、高中職學校使用T91步槍模型供全民國防課程使用 | 120,000把 |
| 约旦       | 皇家衛隊 | 20,000把  |
| 印度尼西亞 | 陸軍、邊境巡邏隊 | 10,000把  |
| 阿联酋     | 陸軍 | 10,000把  |
| 科威特     | 陸軍 | 18,000把  |
|            | 特警隊 | 5,000把   |
| 海地       | 軍警聯合儀隊 | 100把     |
| 印度       | 陸軍 | 1,000把   |
|            | 武裝部隊 | 數量不詳  |

### 商售外銷
- 美国

國防部軍備局二〇五廠與美國軍火商Wolf Ammo簽約，代理經銷T91戰鬥步槍上機匣到美國商售。2017年為第一年輸出1,000把，搭配美造16吋槍管後於民間販售，重新被命名為「Wolf A1」，後續訂單將視銷售情形而定，售價為599美元。這亦是中華民國首度商售輸出槍械主要部件。2018年推出14.5吋與12吋型的SBR上槍身。
商售外銷的Wolf A1步槍與T91戰鬥步槍比較，最大的外觀差異在於準星座，採用T91S戰鬥步槍的可拆卸準星，並取消刺刀座。

## T91與國際相若的突擊步槍比較
|                        | 俄羅斯 · AK-12                            | 美国 · M16A4         | 比利时 · FN SCAR L-STD | 德国 · HK416 A5-16.5" | 德国 · HK G36              | 奥地利 · 斯泰爾AUG A3 | 義大利 · 貝瑞塔ARX-160 | 瑞士 · SIG SG 550      | 中華民國 · T91戰鬥步槍 |
| ---------------------- | ----------------------------------------- | -------------------- | ---------------------- | --------------------- | -------------------------- | --------------------- | ---------------------- | ---------------------- | ---------------------- |
| 外觀                   |                                           |                      |                        |                       |                            |                       |                        |                        |                        |
| 採用年份               | 2018年                                    | 2002年               | 2007年                 | 2005年                | 1997年                     | 2005年                | 2009年                 | 1990年                 | 2002年                 |
| 重量（不含彈匣），公斤 | 3.3                                       | 3.4                  | 3.545                  | 3.56                  | 3.63                       | 3.9                   | 3.1                    | 4.1                    | 3.17                   |
| 槍托伸展全長，毫米     | 945                                       | 1,033                | 900                    | 951                   | 999                        | 745                   | 920                    | 998                    | 880                    |
| 槍管長度，毫米         | 415                                       | 508                  | 368                    | 419                   | 480                        | 455                   | 406                    | 528                    | 406                    |
| 子彈                   | 5.45×39毫米 蘇聯口徑 5.56×45毫米 北約口徑 | 5.56×45毫米 北約口徑 | 5.56×45毫米 北約口徑   | 5.56×45毫米 北約口徑  | 5.56×45毫米 北約口徑       | 5.56×45毫米 北約口徑  | 5.56×45毫米 北約口徑   | 5.56×45毫米 北約口徑   | 5.56×45毫米 北約口徑   |
| 發射模式               | 半自動 兩發點放 全自動                    | 半自動 三發點放      | 半自動 全自動          | 半自動 全自動         | 半自動 全自動              | 半自動 全自動         | 半自動 全自動          | 半自動 三發點放 全自動 | 半自動 三發點放 全自動 |
| 發射速率，發／分鐘     | 600—700                                   | 700—950              | 550—650                | 700—900               | 750                        | 680—750               | 700                    | 700                    | 800-850                |
| 槍口初速，米／秒       | 900                                       | 948                  | 800                    | N/A                   | 920                        | N/A                   | N/A                    | 980                    | 840                    |
| 有效射程，米           | 625—800                                   | 600                  | 500                    | 500                   | 500                        | 450                   | 400—600                | 650                    | 400—600                |
| 彈匣容量，發           | 30 （60／95）                             | 30 （20／100）       | 30 （20／100）         | 30 （20／100）        | 30 （100）                 | 30 （42／100）        | 30 （20／100）         | 20 （5／10／30）       | 30 （42／100）         |
| 標準瞄準具型式         | 機械瞄具                                  | 機械瞄具             | 機械瞄具               | 機械瞄具              | 3倍光学瞄準鏡 準直式瞄準鏡 | 1.5倍光学瞄準鏡       | 開放式瞄具             | 機械瞄具               | 機械瞄具               |
| 步槍瞄準鏡安裝型式     | 皮卡汀尼導軌                              | 皮卡汀尼導軌         | 皮卡汀尼導軌           | 皮卡汀尼導軌          | 皮卡汀尼導軌               | 皮卡汀尼導軌          | 皮卡汀尼導軌           | 皮卡汀尼導軌           | 皮卡汀尼導軌           |
| 榴彈發射器             | GP-25／GP-30／GP-34                       | M203 M320            | FN40GL                 | HK AG-C/EGLM          | HK AG36                    | M203 HK AG-C/EGLM     | 貝瑞塔GLX-160          | SIG GL 5040            | T85                    |

## 流行文化

### 小說&漫畫
- 《冥戰錄》
- 《Upotte!!槍械少女》
- 《孩童戰爭》由主角一行人使用

### 遊戲
- 《SF Online》
- 《AVA戰地之王》
- 《突擊風暴》
- 《Paperman Online》
- 《終極使命》
- 《シューティングガール》金山亞希所持有
- 《雷霆突擊》以國旗塗裝
- 《武裝菁英》
- 《SF Online 2》-以轉蛋塗裝槍的方式登場
- 《少女前線》5星槍
- 《絕對武力 Online 2》
- 《玩命槍戰》國旗塗裝和無塗裝

### 動畫
- 《武裝中學生》：松浦アン在本作持過T91。
- 《Upotte!!槍械少女》：名為「緹」。

### 電視劇
- 《特戰英雄》
- 《勇士們》
- 《廉政英雄》
- 《最好的選擇》
- 《女兵日記》

### 電影
- 《狙擊手》
- 《燃燒吧！歐吉桑》

## 外部連結
- Modern Firearms - T65 T86 T91（页面存档备份，存于）